# Oxypoda filiformis
Oxypoda filiformis är en skalbaggsart som beskrevs av Ludwig Redtenbacher 1849. Oxypoda filiformis ingår i släktet Oxypoda, och familjen kortvingar. Arten har ej påträffats i Sverige.